# Palácio do Bispo (Kirkwall)

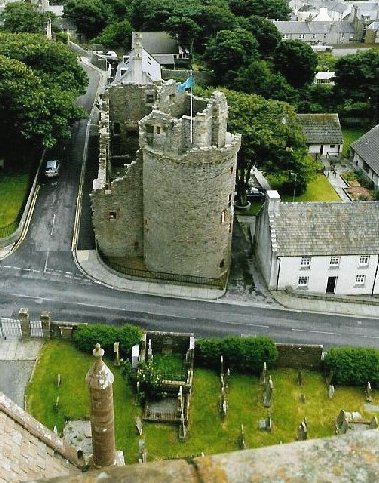
As ruínas do Palácio do Bispo vistas da torre da Catedral de São Magno.

O Palácio do Bispo (em inglês:  Bishop's Palace) é um palácio escocês cujas ruínas, actualmente administradas pela Historic Scotland, se encontram na cidade de Kirkwall, capital das Órcades. Fica próximo da Catedral de São Magno e do Palácio do Conde. Actualmente, a estrutura arruinada assemelha-se a um pequeno castelo. 

## História
No ano de 1050 foi construída em Birsay a primeira catedral das Órcades. Nesta catedral foi sepultado, em 1117, São Magno. Em 1137, São Rögnvald construiu em Kirkwall a Catedral de São Magno, tendo os restos mortais daquele santo sido transferidos para o novo edifício. 
A transferência da sede episcopal de Birsay para Kirkwall levou à construção de um palácio episcopal em Kirkwall, pelo que a parte mais antiga do Palácio do Bispo também data do século XII. Pensa-se que o edifício original seria como um típico palácio real norueguês, com um grande hall rectangular acima de salas de depósito e uma torre-casa que servia de residência privada do bispo. Foi aquele palácio que alojou o primeiro bispo da nova catedral, William the Old, da igreja católica norueguesa, o qual tomou a sua autoridade do Arcebispo de Nidaros (Trondheim).

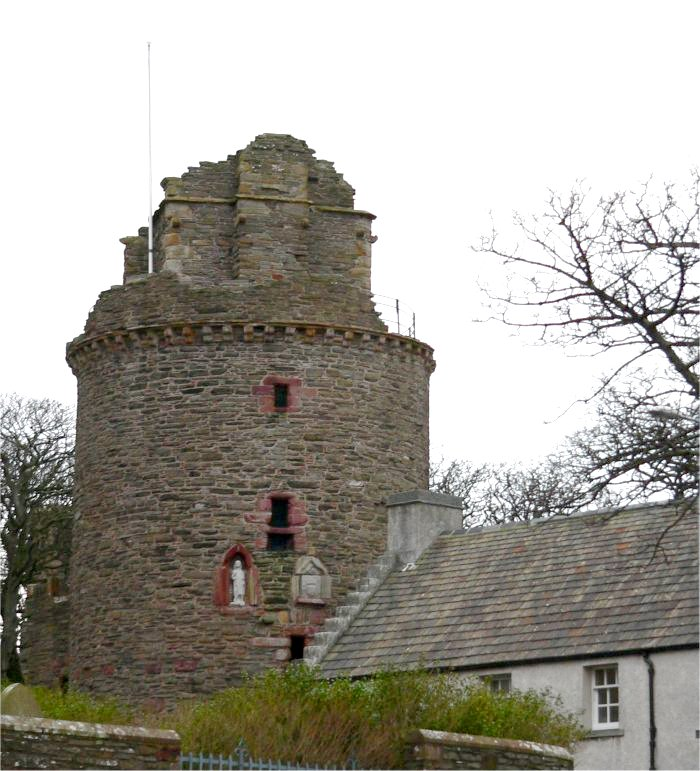
Ruínas da seiscentista Moosie Toor.

O Rei Haakon IV da Noruega retirou-se depois da derrota na Batalha de Largs frente a Alexandre III da Escócia, tendo falecido neste palácio pouco depois, na noite de 15 para 16 de Dezembro de 1263, o que marcou o fim do governo Norse sobre as Outer Hebrides. A sua história é descrita na saga Haakon Håkonsson. O monarca foi temporariamente sepultado na Catedral de São Magno, mas na Primavera de 1264 o seu corpo foi trasladado para Bergen.
Em 1290, a Rainha Margarida da Escócia faleceu num naufrágio durante a sua curta estadia nas Órcades. Provavelmente terá estado neste palácio.
Em 1320, o palácio já estava em desuso, entrando num estado de ruína.

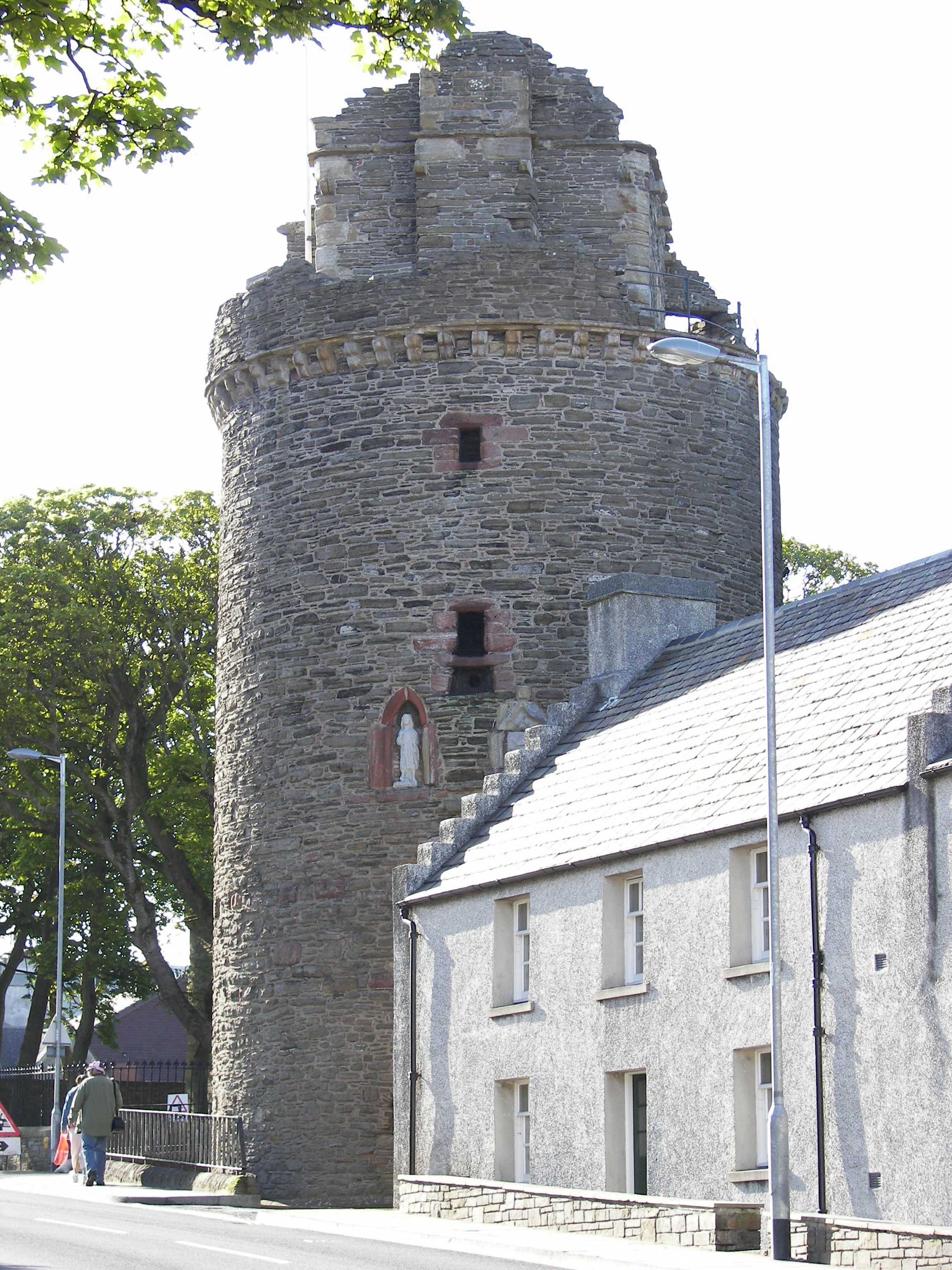
Vista da Moosie Toor.

Em 1468, as Órcades e as Shetland foram dadas como garantia pelo Rei Cristiano I da Dinamarca, Noruega e Suécia pelo pagamento do dote da sua filha Margaret, noiva de Jaime III da Escócia. Como o dinheiro nunca foi pago desde então, a sua ligação com a Coroa da Escócia tornou-se perpétua.
Em 1526, o palácio passou brevemente para a posse de William, Lord Sinclair, antes de ser ordenada a sua devolução ao Bispo de Orkney. Quando o Rei Jaime V da Escócia visitou Kirkwall, em 1540, aquartelou as suas tropas no palácio e no castelo da cidade. Pouco depois começaram extensas obras de restauro ordenadas pelo Bispo Robert Reid, o último e maior bispo medieval de Orkney, que também fundou a Universidade de Edimburgo. Reid acrescentou uma torre redonda, a Moosie Toor. 
Em 1568, a posse do palácio passou para Robert Stewart, 1º Conde de Orkney, e depois para o seu filho, Patrick Stewart, 2º Conde de Orkney, que planeou incorporá-lo no seu Palácio do Conde. No entanto, as dívidas forçaram-no a devolver o edifício ao Bispo James Law. 
O filho do Conde Patrick, Robert, apreendeu ambos os palácios em 1614, a que se seguiu um cerco. Apesar de não se saber se isso causou danos às estruturas, é certo que ambos os palácios estão agora em ruínas.

## Construção
A parte do palácio era composta por uma única ala rectangular com dois pisos.
No canto noroeste está uma grande torre redonda, a Moosie Toor. Esta torre remonta aos trabalhos de renovação empreendidos em 1550 pelo Bispo Reid, também sendo camada de "Bishop Reid's Tower" (Torre do Bispo Reid). Existe uma estátua branca num nicho da parede desta torre, representando, presumivelmente, São Rögnvald.
A partir de antigas descrições (incluindo a descrição da morte de Haakon IV), sabe-se que existiram ali duas torres quadradas e uma capela separada.